# ريتامل دي ليرينا
بلدية ريتامل دي ليرينا (بالإسبانية: Retamal de Llerena)‏, هي إحدى بلديات مقاطعة بطليوس, التي تقع في منطقة إكستريمادورا, والتي تقع في غرب إسبانيا.
يبلغ عدد سكانها 528 نسمة وفقاً لإحصائية سنة (2002).